# Alina Hulanicka
Maria Alina Mazurek-Bilińska z domu Hulanicka (ur. 5 października 1907 w Warszawie, zm. 15 lutego 1989 w Tomaszowie Lubelskim) – polska lekkoatletka, lekarz ginekolog-położnik. Była żoną Józefa Mazurka.

## Życiorys
Brązowa medalistka Światowych Igrzysk Kobiet (1930) w sztafecie 4 x 100 m wraz z Marylą Freiwald, Stanisławą Walasiewicz i Felicją Schabińską (50,8). 11-krotna mistrzyni Polski (60 m, 100 m, sztafeta 4 x 100 m, sztafeta 4 × 200 metrów, skok w dal z miejsca, trójbój, pięciobój) i 12-krotna rekordzistka kraju (sztafety, skok w dal z miejsca, trójbój). 
Absolwentka Państwowego Instytutu Wychowania Fizycznego w Warszawie, Studium Pedagogicznego Uniwersytetu Warszawskiego, Wydziału Lekarskiego UW i UMCS w Lublinie. Ordynator szpitala w Tomaszowie Lubelskim (do 1977). Współautorka (wraz z M. Skierczyńskim) książki "Gry sportowe" (1934). 